# Lilly Reich

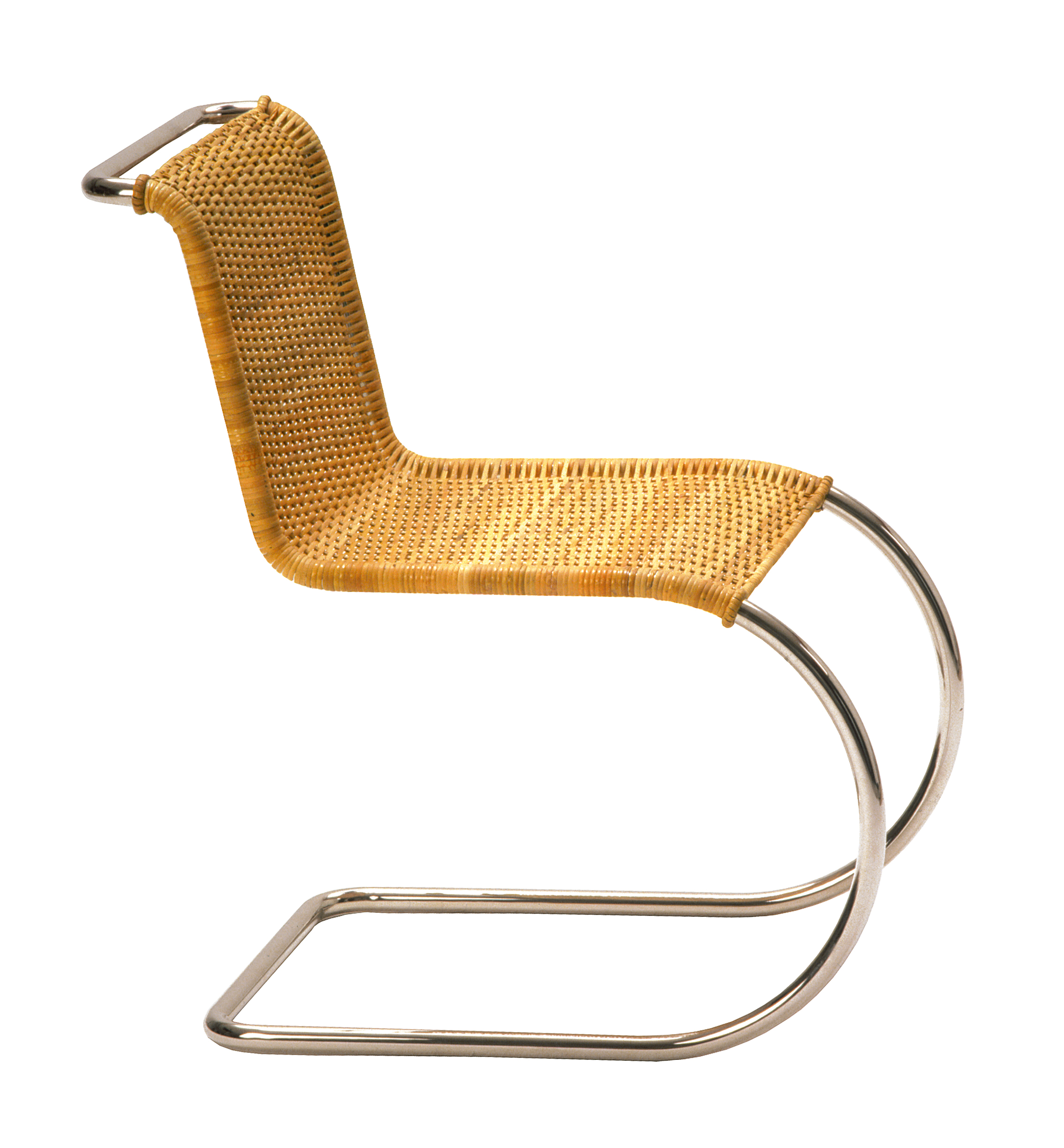
Weissenhof stoel met riet van Lilly Reich

Marie Lilli (Lilly) Reich (Berlijn, 16 juni 1885 – aldaar, 14 december 1947) was een Duitse modernistische interieurontwerper. 
In 1920 was ze de eerste vrouw in de raad van het bestuur van de Deutscher Werkbund. Vanaf 1926 werkte ze meer dan tien jaar nauw samen met Ludwig Mies van der Rohe, onder meer aan het Barcelona-paviljoen en Villa Tugendhat. Van haar zijn talloze ontwerpen voor stalen buiszitmeubelen bewaard gebleven. In 1932 werd ze hoofd van het afwerkingsatelier en de weverij van het Bauhaus Dessau.

## Leven en werk
Reich was de dochter van elektrotechnisch ingenieur Alwin Reich en zijn vrouw Marie Dix. Ze werd geboren in Tempelhof. Ze volgde een opleiding tot industrieel borduurster en werkte vanaf 1908 onder leiding van Josef Hoffmann in de Wiener Werkstätten. Drie jaar later keerde ze terug naar Berlijn, waar ze in 1911 haar studio voor interieurontwerp, decoratieve kunst en mode opzette. Ze onderhield contact met de ontwerptheoreticus Hermann Muthesius en werkte samen met Else Oppler-Legband.
In 1912 werd Reich lid van de Deutscher Werkbund en in 1920 werd ze benoemd tot lid van de raad van bestuur. Nog voor de Eerste Wereldoorlog kregen haar ontwerp- en inrichtingsideeën grote bekendheid. Van 1924 tot 1926 werkte Reich voor het beursbureau in Frankfurt am Main en maakte daar kennis met de architect Ludwig Mies van der Rohe. Ze verhuisde naar Berlijn om met hem te kunnen samenwerken. In de jaren die volgden, ontwikkelde zich een hecht werk- en levenspartnerschap.

### Tentoonstellingen
In samenwerking met Mies van der Rohe ontwierp ze interieurs en tentoonstellingen:
- Cafe Samt & Seide als onderdeel van de tentoonstelling "Die Mode der Dame“, Berlijn 1927.
- Glasraum, tentoonstellingsruimte van de Duitse glasindustrie
- de Werkbund-tentoonstelling Die Wohnung, Stuttgart/Weißenhof 1927
- Inrichting van het huis Crous, Berlijn, 1930
- gezamenlijk beheer van de Deutschen Bauausstellung in 1931 en ontwerpen voor presentatiestands in Berlijn in 1927, 1931 en 1943.

Daarnaast ook meubelontwerpen en suggesties voor de inrichting van de zalen van Haus Lange en Haus Esters (niet gerealiseerd), in Krefeld rond 1929/1930. Veel van hun stalen buisontwerpen werden vaak alleen aan Mies van der Rohe toegeschreven.
Vanwege haar successen kreeg Reich de leiding over de Duitse bijdrage aan de Wereldtentoonstelling van 1929 in Barcelona. 
In januari 1932 werd ze door de derde Bauhaus-directeur, Ludwig Mies van der Rohe, benoemd tot hoofd van de constructie-/inrichtingsafdeling en de weefwerkplaats in het Bauhaus Dessau en later in het Bauhaus Berlijn, waar ze tot de sluiting van het Bauhaus aan het begin van het zomersemester 1933, in verband met de machtsoverdracht aan de NSDAP, werkte.
In 1934 ondertekende Reich niet de pro-nazi-Aufruf der Kulturschaffenden, een publieke toezegging tot "gehoorzaamheid aan de Führer". Desalniettemin stemde ze in met de veranderingen toen in 1933 het NSDAP-lid Carl Christoph Lörcher de presidentiële stoel van de DWB bekleedde en de synchronisatie van de Werkbund startte. Bovendien sympathiseerde Reich met het idee van een "nieuw Bauhaus onder auspiciën van de nazi's". Ze stelde zich herhaaldelijk in dienst van de nazipropaganda, hetzij uit noodzaak, hetzij uit overtuiging. In 1934 was ze verantwoordelijk voor de afdeling glas, keramiek en porselein op de tentoonstelling Deutsches Volk – deutsche Arbeit in Berlijn. Ze ontwierp daarvoor onder meer de hoek Lichte Erde, gebrannte Erde. Daarna ontwikkelde ze samen met Mies van der Rohe e.a. plannen voor de Berlijnse “Reichsausstellung der Deutschen Textil- und Möbelwirtschaft” (rijkstentoonstelling van de Duitse textiel- en kledingindustrie) uit 1937 en voor de textielindustrie-afdeling van de Parijse “Exposition internationale des arts et techniques appliqués de la vie moderne” uit 1937. Naast haar, Mies van der Rohe en Bauhaus-oprichter Walter Gropius, namen vele andere voormalige werknemers van het Bauhaus deel aan deze nazi-propagandatentoonstellingen.

### Oorlogsjaren
In 1939 bezocht ze Mies van der Rohe in Chicago, maar keerde daarna, naar verluidt vanwege een auteursrechtgeschil, dat ze voor Mies en haarzelf wilde beslechten, terug naar Duitsland. Daar werd ze gerekruteerd voor Organisation Todt. In 1943 brandde haar studio af tijdens een bombardement. Ze werd naar een werkkamp gestuurd, waar ze tot het einde van de oorlog verbleef.

### Na de oorlog
Na de oorlog wist ze de Deutscher Werkbund weer van de grond te krijgen en nam ze een docentschap aan de Berlijnse Academie voor Schone Kunsten aan.
Ze overleed in 1947 aan buikkanker in een kleine kliniek aan de Trautenaustrasse in Berlijn-Wilmersdorf.
- Bibliothèque nationale de France: cb15862012z (data)
- Catàleg d'autoritats de noms i títols de Catalunya: 981058510960106706
- CiNii: DA0828989X
- Gemeinsame Normdatei: 118837818
- International Standard Name Identifier: 0000 0001 2278 9143
- Library of Congress Control Number: n88167231
- Nationale Bibliotheek van Tsjechië: jx20080604005
- Nationale Bibliotheek van Israël: 987007431532705171
- Nederlandse Thesaurus van Auteursnamen: 073602329
- RKD-Nederlands Instituut voor Kunstgeschiedenis: 254195
- Istituto Centrale per il Catalogo Unico: VEAV039776
- SNAC: w68h0g42
- Système universitaire de documentation: 130443999
- Union List of Artist Names: 500248275
- Virtual International Authority File: 42634917
- WorldCat: E39PBJwCWPMpT6bmCvTpMHvWDq